# Jüdischer Friedhof (Brandýs nad Labem)
Koordinaten: 50° 11′ 20,6″ N, 14° 39′ 14,6″ O

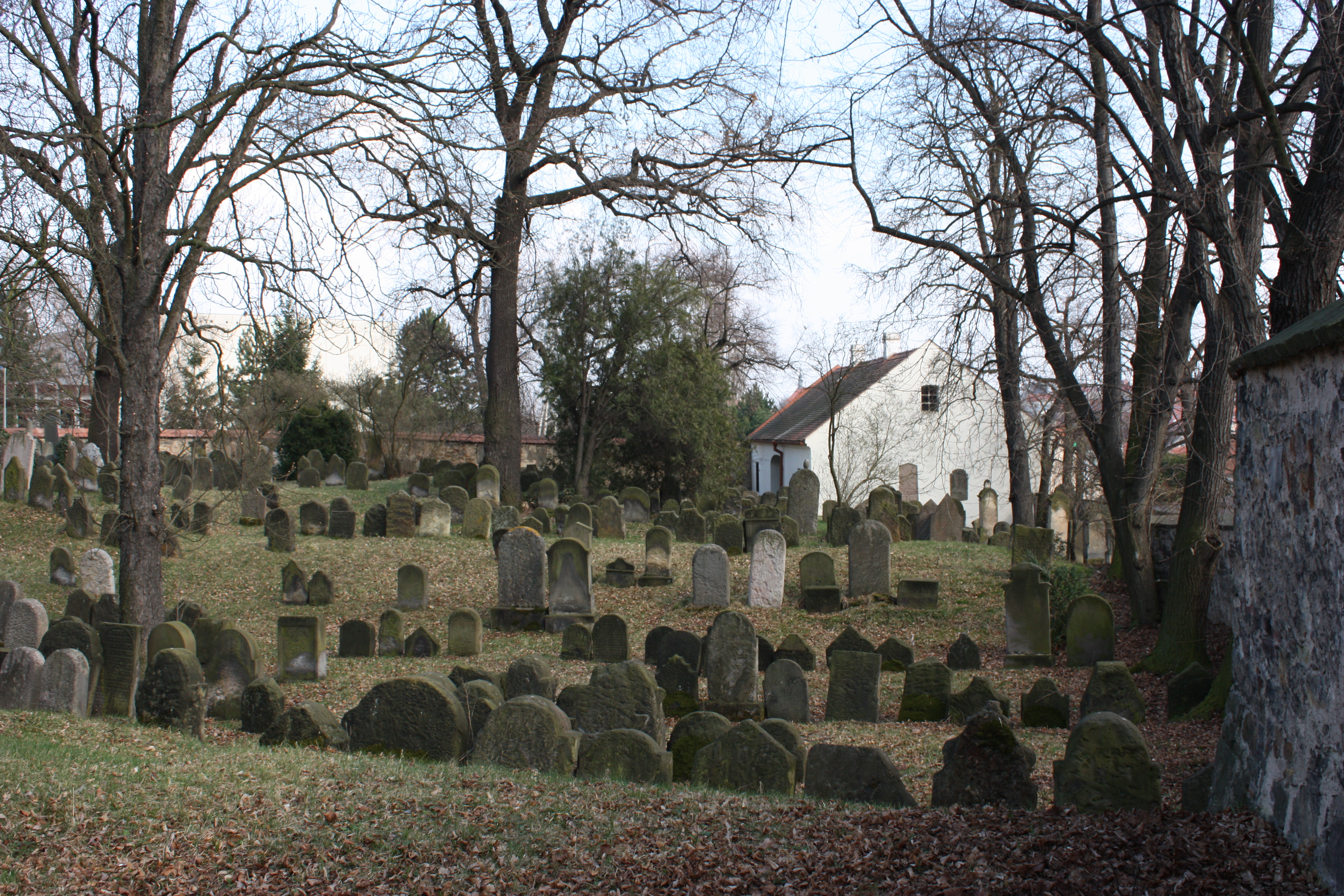
Ansicht des Friedhofs

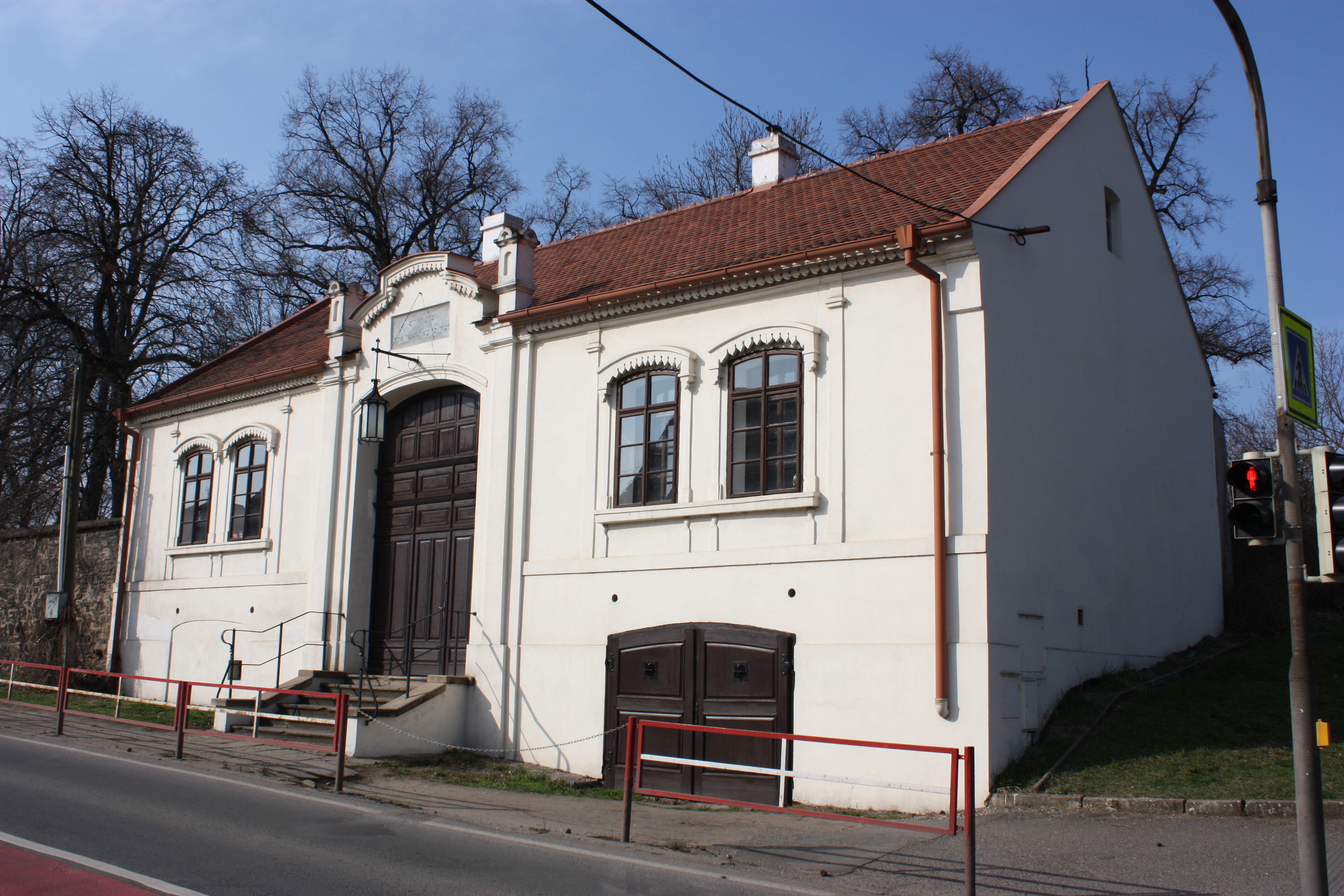
Trauerhalle

Der Jüdische Friedhof in Brandýs nad Labem (deutsch Brandeis a.d. Elbe), einem Stadtteil von Brandýs nad Labem-Stará Boleslav im Okres Praha-východ in Tschechien, wurde in der Mitte des 16. Jahrhunderts angelegt. Der jüdische Friedhof befindet sich circa 500 Meter vom Ort entfernt. Der Friedhof gehört heute zu den ältesten auf dem tschechischen Staatsgebiet. Der älteste vorhandene Grabstein (Mazewa) datiert aus dem Jahr 1572.
Der Friedhof ist seit 1958 ein geschütztes Kulturdenkmal.